# 菲貝爾冰原島峰
74°57′S 72°37′W / 74.950°S 72.617°W
菲貝爾冰原島峰（英語：Fiebelman Nunatak），是南極洲的冰原島峰，位於帕爾默地，處於奇克斯冰原島峰東北面6公里，屬於格羅森巴赫冰原島峰的一部分，美國地質調查局根據該國海軍的空中照片繪入地圖，現時由南極條約體系管理。